# پورتو ارکله
پورتو ارکله (به ایتالیایی: Porto Ercole) یک شهر در ایتالیا است که در مونته آرجنتاریو، استان گروستو، توسکانی واقع شده‌است. پورتو ارکله ۲٬۸۱۰ نفر جمعیت دارد و ۵ متر بالاتر از سطح دریا واقع شده‌است.

## خواهرخوانده
شهر کاراواجو (لمباردی) خواهرخواندهٔ پورتو ارکله هست.